# FileMaker Pro
 (septembre 2016).
Améliorez-le ou discutez des points à vérifier. 
 (septembre 2012).
FileMaker Pro est un logiciel de gestion de bases de données développé depuis 1986 par Claris (renommée FileMaker Inc. de 1998 à 2019), filiale d'Apple. Le logiciel fonctionne sous macOS et sous Windows, soit en réseau poste à poste, soit en mode Client-serveur avec le module FileMaker Server.

## Principales originalités par rapport aux autresSGBD
La couche de données et la couche de traitements sont dépendantes entre-elles (dissociables depuis la version 7), ce qui est contraire aux principes classiques de la base de données mais évite toute discordance ou erreur et permet par exemple de renommer les tables et les rubriques (champs) sans avoir à modifier les programmes (scripts).
Il permet de paramétrer les rubriques pour accepter plusieurs valeurs simultanées, évitant ainsi l'obligation habituelle de créer pour cet usage une table liée. En interne, les différentes valeurs sont simplement bornées par un caractère séparateur. L'indexation et la recherche agissent sur chaque valeur séparément.
Ses recherches, en texte brut, ne nécessitent aucune commande SQL de l'utilisateur. De même, son interface utilisateur est basée sur des boutons déclenchant les programmes (scripts), à la manière d'une billetterie automatique.
Ce logiciel tout-en-un est composé d'outils de base de données, de réalisation d'interface et de programmation. FileMaker Pro incorpore un moteur de publication web. Depuis la publication de la version 13, la technologie « webdirect » permet un rendu des écrans identique à celui du « client » filemaker. Il est aussi possible de visualiser une page web directement dans l'application Web Viewer (version 8.5).

## Fonctionnalités
- Définition des tables (nature des données) et rubriques (champs) de données (informations à gérer : texte, nombre, date, heure, image, son ou toute autre application via OLE), les relations logiques entre les données (graphique des relations, intégrité référentielle)
- Définition des calculs et formules statistiques
- Alimentation automatique et/ou contrôle de la saisie des données via des listes (ou menus, cases à cocher) ou des formules de calcul
- Mettre en page les écrans de saisie et de recherche
- Programmation des traitements grâce à un langage de script simple, clair et puissant. Bien que limité à quelques dizaines d'instructions, le langage comporte néanmoins les instructions nécessaires à la construction de tout type d'algorithme (boucle, test conditionnel, variables)
- Gérer les droits des différents utilisateurs : accès aux données
- Grapheur (Barres, courbes, camemberts, etc.) à partir des données
- Themes (Styles) de mise en forme des objets sur les écrans
- XML, SQL, ODBC
- Version Go exploitant les fonctionnalités de IOS (appareils mobiles Apple) : appareil photo, GPS, etc.
- Import-Export de listes de données au format Excel, CSV
- Gestion de sources de données externes via ODBC : visualisation des tables tierces dans le graphique des liens, recherche, lecture et écriture sans besoin de compétences SQL
- Fonctions CURL
- Fonctions JSON
- DATA API permettant d'accéder aux données gérées par Filemaker depuis un programme tiers (nécessite FileMaker Server)
- Triggers : déclenchement de scripts (programmes) en entrée ou sortie de champ de saisie, sur changement d'enregistrement, sur entrée sur un modèle (écran)

## Les points faibles
La présentation en « tableau croisé dynamique » n'est pas possible. FileMaker Pro ne permet pas l'utilisation d'interface native avec Google Agenda ou avec les apps (contacts, calendrier) des mobiles sous IOS et sous Android.
L'envoi d'un courriel est limité à l'utilisation du texte brut (pas de HTML à moins d'ajout de plugins tiers permettent de compenser cette limitation). Cependant, depuis la version 18, l'envoi de mails au format HTML peut se faire via cURL.
Il n'y a pas d'application sous Android, l'accès aux bases FileMaker passe par le navigateur et offre moins de fonctionnalités que la version FileMaker Go sous iOS.
Son système de licences impose que chaque utilisateur paye. Seul le runtime est librement distribuable (mais ne permet pas de se connecter au serveur), de plus l'éditeur a annoncé qu'il envisageait de le supprimer dans les futures versions.

## Échanges de données avec d'autres applications
- Incorporer des fichiers tiers dans une rubrique de type « Multimédia » ou « Conteneur » (équivalent de « blob »)
- Donner accès à l'application via un simple navigateur web : WebDirect ou Publication Web Personnalisée (php ou xml)
- Exécuter des requêtes SQL sur d'autres bases de données
- Importer des données d'autres applications via SQL
- Répondre aux requêtes SQL ODBC/JDBC d'autres applications
- Coordonner l'interaction de différentes bases de données via XML et XSLT
- Importer ou exporter des données ASCII, texte ou Excel
- Avec iOS (Application gratuite FileMaker Go)
- Implémenter des fonctions nouvelles via des plug-ins (la gestion POP qui n'existent pas nativement dans FileMaker mais sont disponibles via des plug-ins)

Il est notamment utilisé dans le domaine du marketing direct (fichiers clients, mailings), de la santé (dossiers patients) et des groupes de travail (partage de répertoire, d'agendas, suivi de projets et de documents).
Une conférence annuelle des développeurs a lieu chaque année en été aux États-Unis et, depuis 2005, une conférence francophone annuelle est organisée en France, au printemps jusqu'en 2011, et en octobre depuis.
En pratique, sans pouvoir se comparer à des SGBD comme Oracle ou DB2, FileMaker Pro permet de gérer un nombre illimité d'utilisateurs simultanés en réseau avec des tables de 64 000 milliards d'enregistrements au maximum, ou pour une taille de fichier pouvant atteindre 8 To (bien que sa limite pratique ne dépende que de la capacité des disques durs).

## Historique des versions
| Date          | Version                         | Nouveautés | Éditeur                                                   |
| ------------- | ------------------------------- | --- | --------------------------------------------------------- |
| Avr. 1985     | FileMaker, v1.0                 | | Forethought Inc.                                          |
| Oct. 1986     | FileMaker Plus, v2.1            | | Forethought Inc.                                          |
| Juin 1988     | FileMaker 4, v4                 | | Nashoba Systems                                           |
| Août 1988     | FileMaker II, v 1.0             | | Claris Corporation                                        |
| Juil. 1989    | FileMaker II, version 1.1v2     | | Claris Corporation                                        |
| Oct. 1990     | FileMaker Pro 1.0v1             | | Claris Corporation                                        |
| Mars 1991     | FileMaker Pro 1.0v2             | | Claris Corporation                                        |
| Mars 1992     | FileMaker Pro 1.0v3             | | Claris Corporation                                        |
| Sept. 1992    | FileMaker Pro 2.0v1             | nouveau format de fichier .fm version disponible pour Windows                                                     | Claris Corporation                                        |
| Oct. 1992     | FileMaker Pro 2.0v2             | | Claris Corporation                                        |
| Mars 1993     | FileMaker Pro 2.0v3             | | Claris Corporation                                        |
| Avril 1993    | FileMaker Pro 2.0v4             | | Claris Corporation                                        |
| Août 1993     | FileMaker Pro 2.1v1             | | Claris Corporation                                        |
| Févr. 1994    | FileMaker Pro 2.1v2             | | Claris Corporation                                        |
| Juil. 1994    | FileMaker Pro 2.1v3/SDK 2.1     | | Claris Corporation                                        |
| Juil. 1994    | FileMaker Pro Server 2.0v       | | Claris Corporation                                        |
| Juil. 1994    | FileMaker Pro SDK 2.1v1         | | Claris Corporation                                        |
| Mars 1995     | FileMaker Pro Server 2.1v1      | | Claris Corporation                                        |
| Déc. 1995     | FileMaker Pro 3.0v1             | nouveau format de fichier .fp3 architecture relationnelle                                                         | Claris Corporation                                        |
| Janv. 1996    | FileMaker Pro Server 3.0v1      | | Claris Corporation                                        |
| Janv. 1996    | FileMaker Pro 3.0v2             | | Claris Corporation                                        |
| Juin 1996     | FileMaker Pro 3.0v3             | | Claris Corporation                                        |
| Juin 1996     | FileMaker Pro 3.0v4             | | Claris Corporation                                        |
| Juin 1996     | FileMaker Pro SDK 3.0v1         | | Claris Corporation                                        |
| Sept. 1997    | FileMaker Pro 4.0v1             | ajout des plugins                                                                                                 | Claris Corporation                                        |
| Juin 1999     | FileMaker Pro 4.1v2             | | FileMaker, Inc. (jusqu'en 2019) Claris Inc. (depuis 2019) |
| Sept. 1999    | FileMaker Pro 5.0v1             | nouveau format de fichier .fp5                                                                                    | FileMaker, Inc. (jusqu'en 2019) Claris Inc. (depuis 2019) |
| Nov. 2001     | FileMaker Pro 5.5v1             | support natif de Mac OS X                                                                                         | FileMaker, Inc. (jusqu'en 2019) Claris Inc. (depuis 2019) |
| Sept. 2002    | FileMaker Pro 6.0v1             | | FileMaker, Inc. (jusqu'en 2019) Claris Inc. (depuis 2019) |
| Mars 2004     | FileMaker Pro 7.0v1             | nouveau format de fichier .fp7                                                                                    | FileMaker, Inc. (jusqu'en 2019) Claris Inc. (depuis 2019) |
| Mai 2004      | FileMaker Pro 7.0v2             | | FileMaker, Inc. (jusqu'en 2019) Claris Inc. (depuis 2019) |
| Oct. 2004     | FileMaker Pro 7.0v3             | | FileMaker, Inc. (jusqu'en 2019) Claris Inc. (depuis 2019) |
| Août 2005     | FileMaker Pro 8.0v1             | | FileMaker, Inc. (jusqu'en 2019) Claris Inc. (depuis 2019) |
| Août 2005     | FileMaker Pro 8.0v1 Advanced    | | FileMaker, Inc. (jusqu'en 2019) Claris Inc. (depuis 2019) |
| Sept. 2005    | FileMaker Server 8.0v1          | | FileMaker, Inc. (jusqu'en 2019) Claris Inc. (depuis 2019) |
| Déc. 2005     | FileMaker Pro 8.0v2             | | FileMaker, Inc. (jusqu'en 2019) Claris Inc. (depuis 2019) |
| Déc. 2005     | FileMaker Pro 8.0v2 Advanced    | | FileMaker, Inc. (jusqu'en 2019) Claris Inc. (depuis 2019) |
| Janv. 2006    | FileMaker Server 8.0v1 Advanced | | FileMaker, Inc. (jusqu'en 2019) Claris Inc. (depuis 2019) |
| Janv. 2006    | FileMaker Mobile 8              | | FileMaker, Inc. (jusqu'en 2019) Claris Inc. (depuis 2019) |
| Juil. 2006    | FileMaker Pro 8.5               | visualisation web intégrée                                                                                        | FileMaker, Inc. (jusqu'en 2019) Claris Inc. (depuis 2019) |
| Juil. 2006    | FileMaker Server 8.0v4          | | FileMaker, Inc. (jusqu'en 2019) Claris Inc. (depuis 2019) |
| Juil. 2006    | FileMaker Server 8.0v4 Advanced | | FileMaker, Inc. (jusqu'en 2019) Claris Inc. (depuis 2019) |
| Mars 2007     | FileMaker Pro 8.5v2             | | FileMaker, Inc. (jusqu'en 2019) Claris Inc. (depuis 2019) |
| Mars 2007     | FileMaker Pro 8.5v2 Advanced    | | FileMaker, Inc. (jusqu'en 2019) Claris Inc. (depuis 2019) |
| Juil. 2007    | FileMaker Pro 9.0v1             | | FileMaker, Inc. (jusqu'en 2019) Claris Inc. (depuis 2019) |
| Juil. 2007    | FileMaker Pro 9.0v1 Advanced    | | FileMaker, Inc. (jusqu'en 2019) Claris Inc. (depuis 2019) |
| Nov. 2007     | FileMaker Pro 9.0v2             | | FileMaker, Inc. (jusqu'en 2019) Claris Inc. (depuis 2019) |
| Nov. 2007     | FileMaker Pro 9.0v2 Advanced    | | FileMaker, Inc. (jusqu'en 2019) Claris Inc. (depuis 2019) |
| Déc. 2007     | FileMaker Pro 9.0v3             | | FileMaker, Inc. (jusqu'en 2019) Claris Inc. (depuis 2019) |
| Déc. 2007     | FileMaker Pro 9.0v3 Advanced    | | FileMaker, Inc. (jusqu'en 2019) Claris Inc. (depuis 2019) |
| Fév. 2008     | FileMaker Server 9.0v3          | | FileMaker, Inc. (jusqu'en 2019) Claris Inc. (depuis 2019) |
| Fév. 2008     | FileMaker Server 9.0v3 Advanced | | FileMaker, Inc. (jusqu'en 2019) Claris Inc. (depuis 2019) |
| Janv. 2009    | FileMaker Pro 10                | | FileMaker, Inc. (jusqu'en 2019) Claris Inc. (depuis 2019) |
| Mars 2010     | FileMaker Pro 11                | | FileMaker, Inc. (jusqu'en 2019) Claris Inc. (depuis 2019) |
| Avril 2012    | FileMaker Pro 12                | nouveau format de fichier .fmp12                                                                                  | FileMaker, Inc. (jusqu'en 2019) Claris Inc. (depuis 2019) |
| Décembre 2013 | FileMaker Pro 13                | refonte des accès web (Web Direct)                                                                                | FileMaker, Inc. (jusqu'en 2019) Claris Inc. (depuis 2019) |
| Mai 2015      | FileMaker Pro 14                | icônes dans les boutons                                                                                           | FileMaker, Inc. (jusqu'en 2019) Claris Inc. (depuis 2019) |
| Mai 2016      | FileMaker Pro 15                | meilleure gestion des certificats SSL Fonctions JSON                                                              | FileMaker, Inc. (jusqu'en 2019) Claris Inc. (depuis 2019) |
| Mai 2017      | FileMaker Pro 16                | pdf côté serveur                                                                                                  | FileMaker, Inc. (jusqu'en 2019) Claris Inc. (depuis 2019) |
| Mai 2018      | FileMaker Pro 17                | | FileMaker, Inc. (jusqu'en 2019) Claris Inc. (depuis 2019) |
| Mai 2019      | FileMaker Pro 18                | manipulation des fichiers par script sans plugin nouvelle Gestion des imports de données Envoi mail HTML via CURL | FileMaker, Inc. (jusqu'en 2019) Claris Inc. (depuis 2019) |